# Galactica - L'attacco dei Cylon
Galactica - L'attacco dei Cylon (Mission Galactica: the Cylon Attack) è un film per la televisione del 1979 diretto da Vince Edwards e Christian I. Nyby II. Venne realizzato come adattamento cinematografico dell'episodio in due parti L'attacco dei Cylon della serie televisiva Galactica e distribuito in Europa, Canada e Giappone.
È il secondo film tratto dalla serie, dopo Battaglie nella galassia. Un terzo film, Conquest of the Earth, costituito usufruendo del materiale della serie Galactica 1980, venne distribuito nel 1981 in Europa e in Australia.

## Accoglienza e critica
(FantaFilm)